# Julian Pearce
Julian Anthony Pearce é um geoquímico britânico. É atualmente professor emérito da Universidade de Cardiff.
Recebeu a Medalha Bigsby de 1993 da Sociedade Geológica de Londres e a Medalha Murchison de 2014.